# 林多斯的查尔斯
林多斯的查尔斯(/ˈkɛəriːz/ , gen.: Χάρητος；公元前305年之前-公元前280年）是一位出生于罗德岛的希腊雕塑家。作为留西波斯的学生，查尔斯于公元前282年设计建造了罗得岛太阳神铜像，这是献给太阳神赫利俄斯和罗德岛守护神的巨大青铜雕像。 这座雕像是为了纪念罗德岛在公元前305年成功战胜德米特里一世领导的马其顿人而建造的。根据老普林尼的记载公元前57年，查尔斯制作的一个巨大头像被带到罗马并由P. Lentulus Spinther在卡庇托林山奉献（博物志XXXIV.18）。 
罗德岛巨像是古代世界七大奇迹之一， 并被认为是查尔斯最伟大的成就。公元前226年，这座巨像在一场地震中被摧毁。 
据信，查尔斯没能活着看到这尊雕像完成完成。有多种传说认为他是自杀的。在其中一个版本中，在他快要完成雕像时，有人指出了雕像结构中的一个小缺陷，查尔斯羞愤不堪，于是自杀了。在另一个版本中，罗得岛人先问查尔斯，一座五十英尺高的雕像要多少钱，查尔斯如实回答。当罗得岛人又问他一座两倍大的雕像要多少钱，在查尔斯的回答是两倍这之后，罗得岛人与他签订了合同。然而，查尔斯犯了个大错误，高度加倍意味着所需材料的数量增加八倍，这导致他破产并最终自杀。这个雕像可能是由同为林多斯居民的拉克斯完成的。 

## 在流行文化中的形象
- L.斯普拉格·德坎普的小说《罗德岛青铜神》的主题是查尔斯对罗德岛围城战和罗德岛巨像建造的回忆录。
- 小行星236746于 2007 年由Vincenzo Casulli发现，以古希腊雕塑家的名字命名。 官方naming citation由小行星中心于 2017 年 11 月 4 日发布（ M.P.C. 107121 ）。
- 查里斯（Chares）的意大利语版本（Carete）出现在1961年的电影《罗德岛巨像》中，由费利克斯·费尔南德斯 ( Félix Fernández)饰演。